# Krzysztof Włodarczyk (duchowny)
Krzysztof Stefan Włodarczyk (ur. 25 lutego 1961 w Sławnie) – polski duchowny rzymskokatolicki, doktor nauk teologicznych, biskup pomocniczy koszalińsko-kołobrzeski w latach 2016–2021,  biskup diecezjalny bydgoski od 2021.

## Życiorys
Urodził się 25 lutego 1961 w Sławnie w rodzinie Stefana i Longiny Włodarczyków. Uczył się w miejscowym liceum ogólnokształcącym, w 1981 uzyskał świadectwo dojrzałości. Studiował w Wyższym Seminarium Duchownym w Gościkowie-Paradyżu i w Wyższym Seminarium Duchownym w Koszalinie. Na diakona wyświęcił go 22 czerwca 1986 w bazylice konkatedralnej Wniebowzięcia Najświętszej Maryi Panny w Kołobrzegu biskup pomocniczy koszalińsko-kołobrzeski Tadeusz Werno, natomiast święceń prezbiteratu udzielił mu 21 czerwca 1987 w kościele Narodzenia Najświętszej Marii Panny w Szczecinku biskup diecezjalny koszalińsko-kołobrzeski Ignacy Jeż. Inkardynowany został do diecezji koszalińsko-kołobrzeskiej. W latach 1993–1996 uzupełniał studia teologiczne na Papieskim Wydziale Teologicznym w Poznaniu. W 2005 na Uniwersytecie Kardynała Stefana Wyszyńskiego w Warszawie na podstawie dysertacji Model duchowości małżeńskiej i rodzinnej we współczesnych ruchach rodzinnych w Polsce uzyskał doktorat z nauk teologicznych w zakresie teologii pastoralnej.
W latach 1987–1988 pracował jako wikariusz w parafii Matki Bożej Częstochowskiej w Lipiu. Następnie przez rok był dyrektorem Diecezjalnego Domu Rekolekcyjnego w Iłowcu z zadaniem zorganizowania instytucji, co jednak zakończyło się niepowodzeniem ze względu na trudności z przejęciem nieruchomości przez diecezję. W latach 1989–1998 piastował stanowisko dyrektora Diecezjalnego Domu Rekolekcyjnego w Koszalinie, a latach 2000–2005 był odpowiedzialny za budowę Centrum Edukacyjno-Formacyjnego w Koszalinie. Od 1990 do 2005 był diecezjalnym duszpasterzem rodzin, a od 1996 do 2003 asystentem kościelnym Wspólnoty Dzieci Łaski Bożej w Lipiu. W 1998 objął funkcje diecezjalnego moderatora Domowego Kościoła i diecezjalnego duszpasterza trzeźwości. W 1993 został sędzią sądu biskupiego w Koszalinie. W latach 2006–2007 sprawował urząd wicerektora Wyższego Seminarium Duchownego w Koszalinie. W 2007 objął obowiązki dyrektora wydziału duszpasterskiego kurii diecezjalnej. W 2008 został diecezjalnym koordynatorem Fundacji „Dzieło Nowego Tysiąclecia”. Wszedł w skład rady kapłańskiej i rady konsultorów. W 2002 został obdarzony godnością kanonika gremialnego Kolegiackiej Kapituły Pilskiej, od papieża Benedykta XVI otrzymał godność kapelana Jego Świątobliwości.
7 maja 2016 papież Franciszek mianował go biskupem pomocniczym diecezji koszalińsko-kołobrzeskiej ze stolicą tytularną Surista. Święcenia biskupie przyjął 11 czerwca 2016 w bazylice konkatedralnej Wniebowzięcia Najświętszej Maryi Panny w Kołobrzegu. Konsekrował go Edward Dajczak, biskup diecezjalny koszalińsko-kołobrzeski, któremu asystowali emerytowani biskupi pomocniczy koszalińsko-kołobrzescy Tadeusz Werno i Paweł Cieślik. Jako dewizę biskupią przyjął słowa „Łaska, miłosierdzie, pokój”, rozpoczynające obydwa listy Pawła Apostoła do Tymoteusza (1 Tm 1,2 i 2 Tm 1,2).
21 września 2021 papież Franciszek mianował go biskupem diecezjalnym diecezji bydgoskiej. Diecezję kanonicznie objął 28 września 2021, a ingres do katedry św. Marcina i Mikołaja w Bydgoszczy odbył 13 listopada 2021.
W Konferencji Episkopatu Polski został w 2017 delegatem ds. Ruchu Światło-Życie, w 2018 wszedł w skład Zespołu ds. Apostolstwa Trzeźwości i Osób Uzależnionych, a w 2023 Rady Rodziny i Komisji Nadzorczej Caritas Polska.
W 2022 został członkiem Rycerskiego i Szpitalnego Zakonu św. Łazarza z Jerozolimy i objął w nim funkcję przeora duchowego Wielkiego Przeoratu Polski.